# 京大天皇事件

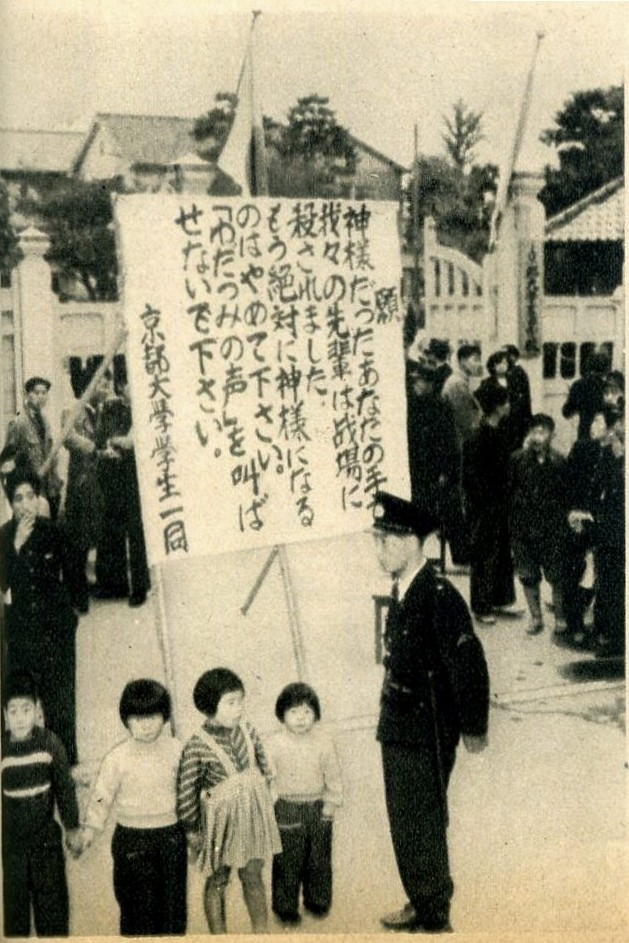
1951年の昭和天皇来学時、京都大学吉田分校（現在の吉田南構内キャンパス）正門前に立てられた看板 / 同学会の「公開質問状」と比べさほど問題にならなかった。

京大天皇事件（きょうだいてんのうじけん）は、1951年11月12日の昭和天皇の京都大学来学に際して発生した混乱、およびこれを発端とする学生処分事件で、「京大事件」あるいは「天皇事件」とも称される。

## 概要
1951年11月12日、関西巡幸途上の昭和天皇が京都大学に来学したとき、多数の学生が正門付近に見物に押し掛け、同学会（全学学生自治会）が「公開質問状」の提出を試みたり、群衆が反戦歌を合唱したり、警備の警察官との間で若干の小競り合いが生じた事件。この出来事自体は逮捕者すらいない突発的なハプニングに過ぎなかったが、直後の国会審議で文相および保守派の議員が学生の態度を「不敬」などとして非難し、またマスコミも同様の論調をとった。これに反応した京大当局は同学会に解散処分を下し、17日には学生8名を無期限停学とした。

## 経緯

### 背景
昭和天皇が関西地方巡幸の過程で京都を訪れた1951年は、講和問題や賃上げ問題などをめぐって全般的に労働運動・学生運動が復活の動きを見せた年であり、京都でも労働運動が高揚していた。京都入りした天皇の訪問先となっていた島津製作所三条工場では、訪問直前まで賃上げストが行われ（労使の紛争を天皇の目に触れさせたくない）関係者の気を揉ませた。天皇の訪問が同様に予定されていた京都市役所前の「組合掲示板」ではそうした事態を皮肉り、（天皇の巡幸が社会問題の存在を掃き出し隠蔽するという意味で）「天皇はほうきである」という大書がなされたが、市当局は掲示板の撤去を要求、組合との間で徹夜交渉がもたれ、11月12日の天皇の来訪1時間前に目につかない場所に移すことで妥協が成立した。
市役所訪問後、天皇が進講を受けるため来学することが予定されていた京都大学でも、前年1950年以降、学生運動が高揚に向かっていた。全学連では少数派（非主流派）であった所感派の思想的・政治的影響下にあった当時の同学会は、1950年度のレッド・パージ粉砕闘争を主導し、これに対し大学当局（服部峻治郎総長）はすべての学生ストライキ禁止の措置で臨んだため、多くの処分学生を出すことになった。
1951年5月の春季「大学文化祭」で、「わだつみの声に応える」というテーマの一環として開催された「原爆展」が学外の市民を注目を集め好評であったことから、7月には一般市民に向けてより展示を充実した綜合原爆展が同学会主催で開かれ、10日間で27,000人以上の来場者を集めた。同学会はこの原爆展を11月中旬に予定されていた秋季大学文化祭（現在の11月祭の前身）の中心企画にしようとしたが、大学当局は天皇来学を理由にこの時期における秋季祭自体の開催を許可せず、延期を求めた。
以上のように天皇来学直前の京都大学は一種騒然とした雰囲気の中にあったが、同学会は（当時の左翼勢力の主流がしていたように）天皇制反対を声高に訴えるのでなく「歓迎もしなければ拒否もしない」「（天皇を）一個人として迎える」という態度を取り、学生と天皇との会見を要求していた。

### 天皇の京大来学

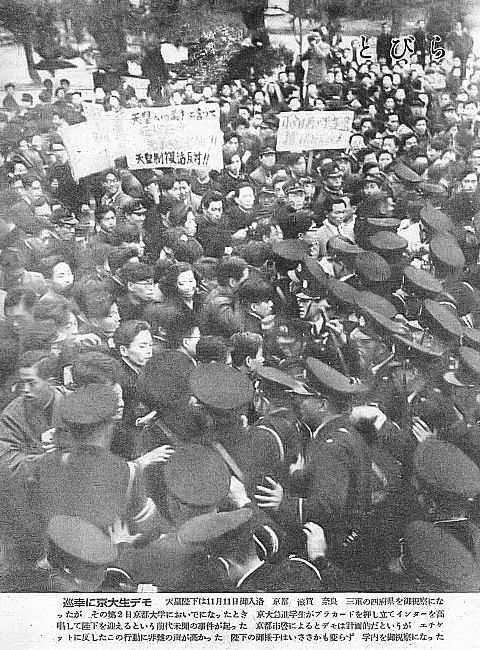
当時、天皇の来学に際し2,000名がこの近辺に押しかけ一時騒然とした状況となった。（『毎日グラフ』1951年12月1日号）

天皇の来学に先立ち、京大吉田（本部）キャンパスでは、2,000人に上る学生・教職員などが正門近くの本部（時計台）前広場（画像参照）に見物（あるいは歓迎）に押しかけ、吉田分校（現在の総合人間学部キャンパス）の門前には縦3m・横2mに及ぶ「天皇へのお願い」と題された看板（冒頭の画像参照）が立てられた。学生の多くは、予定されていた大学文化祭が延期されたことや警察の過重な警備への不満や、単に天皇を見たい不満という野次馬的気分から広場に集まってきたとされる。しかし、この時、正門外で突然毎日新聞社の車が「君が代」を流したため、これに対抗するように、学生の中から反戦歌「平和を守れ」の歌声が流れ、次第に大合唱となった。
騒然とした雰囲気の中、午後1時20分天皇は自動車に乗って到着し、進講のため本部の会議室に入った。進講者の一人であった瀧川幸辰によれば、この時天皇制廃止を記したプラカードを掲げた学生たちが正面玄関に殺到する行動があったという。反戦歌の合唱は天皇が建物の中にいる最中ずっと続けられた。大学当局は大学から出ていく天皇のために進路を確保するべく警官隊を学内に導入、天皇は警官隊の人垣を通って午後2時過ぎに京大を去った。この間、学生たちは天皇一行の出入りを遠巻きに合唱していただけで、特にこれを妨害せず、学生と警官隊との衝突はなかった。被害といえば植込みの松に学生が鈴なりになって見物したため、倒れてしまった程度だった。

### 学生の「公開質問状」
京都大学同学会は5か条からなる「公開質問状」を作成し、天皇に渡すことを計画していたが拒否された。「私達は一個の人間として貴方を見る時、同情に耐えません」で始まるこの質問状は、当時学生であった中岡哲郎（のち大阪市立大学教授）の執筆によるもので、先述のように現実の社会矛盾が取り繕われ隠蔽された中で天皇が多額の公費により巡幸を行っていることを悲しむとともに、米軍占領下での再軍備や朝鮮戦争が進行していた当時の情勢を踏まえ、日本が戦争に巻き込まれそうになった時の対応などを問う内容であった。

### 関係者の処分
何ら暴力的な事件が起こっていなかったにもかかわらず、翌11月13日、衆議院文部委員会では、大学管理法案審議の過程で天野貞祐文相（元京大教授・元京大学生課長、戦前は瀧川事件に呼応した京大の学生運動に一定の理解を示していた）がこの「事件」に言及した。大学当局は15日に同学会の解散命令を下し、17日には同学会幹部8名の無期限停学処分を発表した。来学当日、群集整理に協力しむしろ混乱を鎮める側に回っていた同学会に厳しい処分が下されたのは、先述した公開質問状の内容と、それに対する世論の反発（後述）を考慮したことによるものと考えられている（解散された同学会は1953年に再建された）。
11月26日には衆議院法務委員会に服部総長と同学会委員長が喚問される事態となり、政府（第3次吉田内閣）および与党自由党はこの事件をきっかけに大学への警官の自由な立ち入りを認めさせようと画策した。また京都地検は公安条例違反による関係者の起訴を考えていたが、関係者を取り調べた結果、条例に違反するような事件は発生していないとみなし立件を断念した。

## 当時の反応
この事件と同じ1951年、同学会を中心に京大生が企画・開催した「綜合原爆展」は盛況を呼び、京都市民から好意的に迎えられていた（「質問状」でも天皇の原爆展参観を要望している）。しかしこの事件に関して京大生や同学会に対する好意的反応は少数派であり、「京大を廃校にせよ」「貴方たちは狂人ですか」といった非難が集中した。例えば京都新聞は11月13日付で「天皇への無礼と京大の責任」との論説で学生側を強く非難した。

## 事件を扱った作品
城山三郎『大義の末』1959年
「公開質問状」執筆者の中岡哲郎とほぼ同世代の作家である城山の自伝的小説。質問状の内容について言及がある。

## 関連文献
- 井ケ田良治, 原田久美子『京都府の百年』山川出版社〈県民100年史〉、1993年。ISBN 4634272601。NDLJP:13133163。
- 京都民報社『戦後京都のあゆみ』かもがわ出版〈かもがわ選書〉、1988年。ISBN 4906247423。NDLJP:13132339。
- 河西秀哉「1950年代初頭における象徴天皇像の相剋:京都大学天皇事件の検討を通じて」『日本史研究』第502号、京都 : 日本史研究会、2004年6月、1-27頁、ISSN 03868850、国立国会図書館書誌ID:7003301。
- 河西秀哉「敗戦後における学生運動と京大天皇事件:「自治」と「理性」というキーワードから」『京都大学大学文書館研究紀要』第5巻、京都大学大学文書館、2007年1月、17-36頁、CRID 1390009224839568896、doi:10.14989/68871、hdl:2433/68871、ISSN 1348-9135。
- 京都市（編） 『京都の歴史 第9巻：世界の京都』 京都市史編さん所、1976年
- 京都大学百年史編集委員会, 京都大学『京都大学百年史』京都大学後援会、1997年。hdl:2433/152877。
- 同 『京都大学百年史：資料編2』 京都大学後援会、2000年
  - 「公開質問状」の全文、同学会の声明、京大当局による同学会解散命令などを収録。
- 松尾尊兊 『国際国家への出発』 集英社、1993年 ISBN 4081950210
- 同 『昨日の風景：師と友と』 岩波書店、2004年　ISBN 4000225340